# Steve Tilford
Stephen „Steve“ Tilford (* 10. Februar 1960 in Topeka; † 5. April 2017 in Grand Junction (Colorado)) war ein US-amerikanischer Radrennfahrer und nationaler Meister im Radsport.

## Sportliche Laufbahn
Tilford war im Straßenradsport und im Querfeldeinrennen (heutige Bezeichnung Cyclocross) aktiv. Er begann mit 14 Jahren mit dem Radsport. 1981 siegte er in der Vuelta a Guatemala und gewann zwei Etappen. 1983 fuhr er mit der Nationalmannschaft das Milk Race.
1983 gewann er den nationalen Titel im Querfeldeinrennen vor dem Titelverteidiger Clark Natwick. 1984 holte er den Titel vor Roy Knickman und 1992 vor Tim Rutherford. 1993 wurde er Vize-Meister, 1982 Dritter. Tilford startete häufig bei Querfeldeinrennen in Europa. Bei den UCI-Cyclocross-Weltmeisterschaften 1986 wurde er 36.
Von 1987 bis 1993 startete er als Berufsfahrer, immer in US-amerikanischen Radsportteams. 1989 wurde er Zweiter der Peru-Rundfahrt hinter Doug Smith. 1988 schied er im Rennen der UCI-Straßen-Weltmeisterschaften aus. Er war auch im Mountainbikesport aktiv. Ihm zu Ehren wurde die Steve Tilford Foundation gegründet. 2000 wurde er in die Mountain Bike Hall of Fame aufgenommen.